# Cicindela nebraskana
Cicindela nebraskana är en skalbaggsart som beskrevs av Thomas Casey 1909. Cicindela nebraskana ingår i släktet Cicindela och familjen jordlöpare. Inga underarter finns listade i Catalogue of Life.